# WONDERFUL FISH
『WONDERFUL FISH』（ワンダフル・フィッシュ）は、斉藤和義通算3枚目のスタジオ・アルバム。1995年2月1日発売。発売元はファンハウス。規格品番：FHCF-2209。2008年9月17日にSPEEDSTAR RECORDSよりSHM-CDにて限定販売された。規格品番：VICL-63023。

## 解説
フジテレビ系列『ポンキッキーズ』のオープニング・テーマに使用された既発表シングル「歩いて帰ろう」（1994/06/01発売）、「dé jà vu」（1994/11/23発売）とカップリング曲「無意識と意識の間で」のアルバム・ヴァージョンを含むオリジナル・アルバム。
収録曲のうち、「ポストにマヨネーズ」が同年3月1日にシングルカットされた。当楽曲は実体験をもとに歌詞を作った、と語られている。また、「歩いて帰ろう」は2001年12月5日に発売されたシングル「月の向こう側」のカップリングに、アコースティック・ライヴ・ヴァージョンで収録されている。
編曲家として、音楽ユニット「ICE」の宮内和之が参加した。
2008年9月17日に、特殊なCDプレーヤーでなくても高音質再生が可能とされるスーパー・ハイ・マテリアルCDで発売された。初回生産限定のデジパック仕様で、同日発売のCD-BOX『斉藤和義15周年アニバーサリーBOX』（VIZL-302）にも収められている。

## 収録曲
| 全作詞・作曲: 斉藤和義。 |                                                            |           |            |                    |      |
| #                        | タイトル                                                   | 作詞      | 作曲・編曲 | 編曲               | 時間 |
| 1.                       | 「WONDERFUL FISH」                                         | 斉藤和義  | 斉藤和義   | 斉藤和義・宮内和之 | 4:35 |
| 2.                       | 「走って行こう」                                           | 斉藤和義  | 斉藤和義   | 斉藤和義・松尾一彦 | 3:27 |
| 3.                       | 「歩いて帰ろう」                                           | 斉藤和義  | 斉藤和義   | 斉藤和義・松尾一彦 | 3:32 |
| 4.                       | 「何となく嫌な夜」                                         | 斉藤和義  | 斉藤和義   | 斉藤和義・松尾一彦 | 4:49 |
| 5.                       | 「寒い冬だから」                                           | 斉藤和義  | 斉藤和義   | 斉藤和義・His Band | 3:08 |
| 6.                       | 「ポストにマヨネーズ」(ホーン・アレンジメント: 水江洋一郎) | 斉藤和義  | 斉藤和義   | 斉藤和義・His Band | 4:56 |
| 7.                       | 「レノンの夢も」                                           | 斉藤和義  | 斉藤和義   | 斉藤和義           | 3:57 |
| 8.                       | 「例えば君の事」                                           | 斉藤和義  | 斉藤和義   | 斉藤和義・松尾一彦 | 4:11 |
| 9.                       | 「déjà vu」                                                | 斉藤和義  | 斉藤和義   | 斉藤和義・宮内和之 | 4:56 |
| 10.                      | 「無意識と意識の間で」(アルバム・ヴァージョン)             | 斉藤和義  | 斉藤和義   | 斉藤和義・宮内和之 | 6:37 |
| 11.                      | 「引っ越し」                                               | 斉藤和義  | 斉藤和義   | 斉藤和義・松尾一彦 | 9:08 |
| 合計時間:                | 合計時間:                                                  | 合計時間: | 53:16      |                    |      |

## 関連作品
- WONDERFUL FISH

Collection "B" - スタジオ音源（EXTENDEN VERSION）
Collection "B" 1993〜2007 - スタジオ音源（EXTENDEN VERSION）
- 歩いて帰ろう

Golden Delicious - スタジオ音源
十二月 〜Winter Caravan Strings〜 - ライヴ音源
弾き語り 十二月 in武道館 〜青春ブルース完結編〜 - ライヴ音源
黒盤 - スタジオ音源
歌うたい15 SINGLES BEST 1993〜2007 - スタジオ音源
Collection "B" 1993〜2007 - ライヴ音源（Acoustic Live Version）
斉藤“弾き語り”和義 ライブツアー2009≫2010 十二月 in 大阪城ホール 〜月が昇れば 弾き語る〜 - ライヴ音源
- 何となく嫌な夜

Golden Delicious - スタジオ音源（Remix）
- 寒い冬だから

斉藤“弾き語り”和義 ライブツアー2009≫2010 十二月 in 大阪城ホール 〜月が昇れば 弾き語る〜 - ライヴ音源
- ポストにマヨネーズ

歌うたい15 SINGLES BEST 1993〜2007 - スタジオ音源
- レノンの夢も

Golden Delicious - スタジオ音源（New Recording）
- dé jà vu

歌うたい15 SINGLES BEST 1993〜2007 - スタジオ音源
- 無意識と意識の間で

Golden Delicious - ライヴ音源（'95.3.3 at SHIBUYA KOKAIDO）
Collection "B" - スタジオ音源
弾き語り 十二月 in武道館 〜青春ブルース完結編〜 - ライヴ音源
Collection "B" 1993〜2007 - スタジオ音源
- 引っ越し

十二月 - ライヴ音源